# Diaphanes pectinealis
Diaphanes pectinealis là một loài bọ cánh cứng trong họ Đom đóm (Lampyridae). Loài này được Li & Liang miêu tả khoa học năm 2007.